# Sekpeles
Els sekpeles (o likpes) són els membres del grup ètnic que tenen com a llengua materna el likpe. Els entre 23.400 (2003) i 32.000 (joshuaproject) sekpeles tenen el territori al nord-est de Hohoé, a la regió Volta del sud-est de Ghana, a la frontera amb Togo. El seu codi ètnic al joshuaproject és NAB59b i el seu número d'ID és 14827.

## Situació territorial i pobles veïns
El territori en el que es parla sekpele està situat al nord de Hohoé, a la regió Volta, al sud-est de Ghana.
Segons el mapa lingüístic de Ghana de l'ethnologue, el territori sekpele està situat a la frontera amb Togo, que està situat a l'est. És una petita zona que limita amb el territori dels lelemis, que estan al nord, amb el dels siwus, a l'oest i amb els ewes, al sud.

## Llengua
La llengua pròpia dels sekpeles és el likpe o sekpele. A més a més, també parlen l'Àkan i l'ewe.

## Religió
Segons Ethnologue, els sekpeles creuen en religions africanes tradicionals. Segons el Joshuaproject, el 93% són cristians i el 7% creuen en religions tradicionals. El 45% dels sekpeles cristians pertanyen a esglésies independents, el 30% són protestants i el 25% són catòlics. A més, el 22% dels sekpeles cristians són evangelistes.
Segons el Peoplegroups, la religió primària dels sekpeles són les religions ètniques que estan molt enraigades en la identitat del poble sekpele, que considera que la conversió al cristianisme significa l'assimilació cultural.